# Tulosesus
Tulosesus D. Wächt. & A. Melzer – rodzaj grzybów z rodziny kruchaweczkowatych (Psathyrellaceae).

## Systematyka i nazewnictwo
Pozycja w klasyfikacji według Index Fungorum: Psathyrellaceae, Agaricales, Agaricomycetidae, Agaricomycetes, Agaricomycotina, Basidiomycota.
Jest to niedawno utworzony rodzaj, do którego włączono wiele gatunków grzybów dawniej zaliczanych do rodzaju Coprinus (czernidłak) lub Coprinellus (czernidłaczek).
Gatunki występujące w Polsce:
- Tulosesus brevisetulosus (Arnolds) D. Wächt. & A. Melzer 2020[2]
- Tulosesus angulatus (Peck) D. Wächt. & A. Melzer 2020 – czernidłaczek kanciastozarodnikowy[3]
- Tulosesus bisporus (J.E. Lange) D. Wächt. & A. Melzer 2020 – tzw. czernidłak dwuzarodnikowy
- Tulosesus callinus (M. Lange & A.H. Sm.) D. Wächt. & A. Melzer 2020[4]
- Tulosesus congregatus (Bull.) D. Wächt. & A. Melzer 2020 – tzw. czernidłak kępkowy
- Tulosesus ephemerus (Bull.) D. Wächt. & A. Melzer 2020 – tzw. czernidłak jednodniowy
- Tulosesus heterothrix (Kühner) D. Wächt. & A. Melzer 2020[4]
- Tulosesus heterosetulosus (Locq. ex Watling) D. Wächt. & A. Melzer 2020[4]
- Tulosesus hiascens (Fr.) D. Wächt. & A. Melzer 2020 – tzw. czernidłak twardotrzonowy
- Tulosesus impatiens (Fr.) D. Wächt. & A. Melzer 2020 – tzw. czernidłak szaroblaszkowy
- Tulosesus marculentus (Britzelm.) D. Wächt. & A. Melzer 2020[4]
- Tulosesus pellucidus (P. Karst.) D. Wächt. & A. Melzer 2020[4]
- Tulosesus plagioporus (Romagn.) D. Wächt. & A. Melzer 2020[4]
- Tulosesus sclerocystidiosus (M. Lange & A.H. Sm.) D. Wächt. & A. Melzer 2020[4]
- Tulosesus subdisseminatus (M. Lange) D. Wächt. & A. Melzer 2020[2]
- Tulosesus subimpatiens (M. Lange & A.H. Sm.) D. Wächt. & A. Melzer 2020 – tzw. czernidłak cynamonowobrązowy
- Tulosesus subpurpureus (A.H. Sm.) D. Wächt. & A. Melzer 2020[2]

Nazwy naukowe według Index Fungorum. Wykaz gatunków według W. Wojewody oraz B. Gierczyka i innych. Nazwy polskie według W. Wojewody (są już niespójne z aktualnym nazewnictwem naukowym) oraz Komisji ds. Polskiego Nazewnictwa Grzybów.